# قنة
قناء شق أو القِنَّة أو البَارْزَذ أو البَارْزَد أو الحلبينة أو صمغ راتينجي (الاسم العلمي: Ferula gummosa) هو نوع نبات من جنس الكلخ والفصيلة الخيمية.